# Понсонби, Руперт, 7-й барон де Моли
Подполковник Руперт Чарльз Понсонби, 7-й барон де Моли (англ. Lieutenant Colonel Rupert Charles Ponsonby, 7th Baron de Mauley; родился 30 июня 1957 года) — британский наследственный пэр, бывший парламентский заместитель министра окружающей среды, продовольствия и сельских дел и отставной офицер территориальной армии.

## Происхождение и образование
Понсонби родился 30 июня 1957 года. Старший сын полковника Достопочтенного Томаса Мориса Понсонби (1930—2001), из Коммона, Литтл Фарингдон, Лечлейд, и его жена Максин Генриетты (урожденная Теллюссон, 1934 — 25 мая 2020), дочери Уильяма Дадли Кейта Теллюссона из ветви Бродсворт-Холла в семье баронов Рэндлшем. Хуберт Уильям Понсонби, 5-й барон де Моли, был его дедом по отцовской линии.
Он получил образование в Итонском колледже, независимой школе для мальчиков недалеко от Виндзора, Беркшир.

## Военная служба
Понсонби впервые вступил в территориальную армию в 1976 году, когда был зачислен в Королевский Уэссекский йоменский полк в качестве второго лейтенанта. Он был произведен в лейтенанты в 1978 году , в майоры в 1988 году, и подполковники в 2003 году. В 1988 году он был награжден орденом эффективности (территориальной) (TD). Он вышел в отставку в 2005 году. 1 июня 2011 года он был назначен полковником-комендантом Йоменри , а 1 июля 2015 года он стал почетным полковником Королевской Уэссекской йоменри.

## Пэрство
Лорд де Моли сменил своего дядю, 6-го барона де Молея, в октябре 2002 года. 10 марта 2005 года он был объявлен победителем дополнительных выборов на место потомственных пэров консерваторов в Палате лордов после смерти Хью Лоусона, 6-го барона Бернхэма. Он был первым пэром, получившим титул после принятия Закона о Палате лордов 1999 года и получившим выборное наследственное место в Палате.

## Политическая карьера

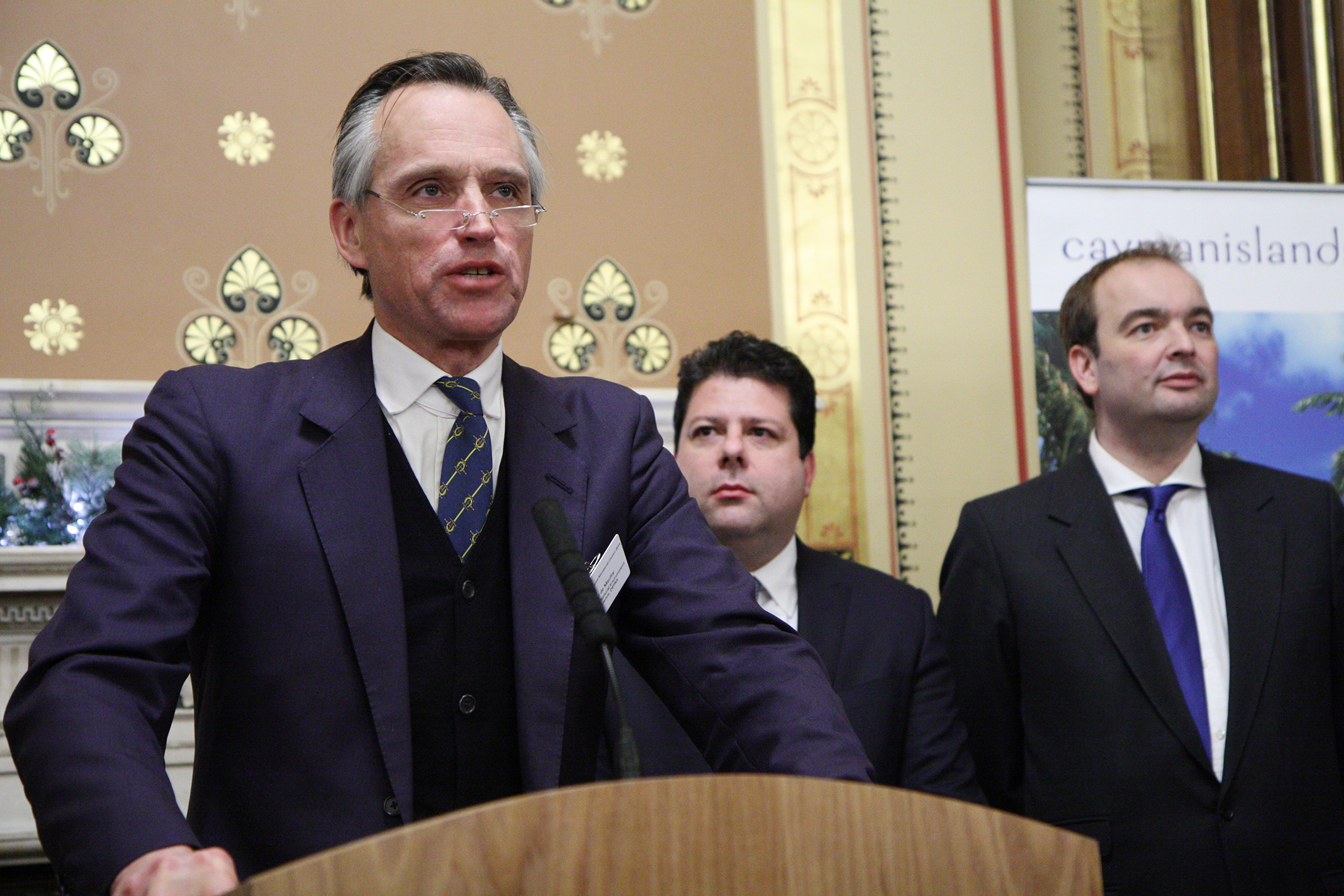
Лорд де Моли выступает на Совместном заседании Совета министров заморских территорий в Лондоне 3 декабря 2014 года.

Он был парламентским заместителем министерства окружающей среды, продовольствия и сельских дел в 2012—2015 годах, после того, как сменил Джона Тейлора, барона Тейлора из Холбича, который перешел в Министерство внутренних дел. Ранее он был правительственным лордом в ожидании (должность в королевском доме, предоставленная правительственным лордам кнутам), а также служил теневым министром по делам детей, школ и семей, энергетики и изменения климата с 2008 по 2009 год, а затем оппозиционным кнутом с 2009 по 2010 год.
Его выбор в 2014 году для ведения переговоров по рыболовству в Великобритании в Европейском Союзе столкнулся с определенной критикой, учитывая его происхождение как наследственного пэра без предварительного опыта в этой области.

## Национальная стратегия опылителей
В июне 2013 года лорд де Моли объявил, что его департамент разработает Национальную стратегию опылителей. Это последовало за кампанией Bee Cause, возглавляемой Друзьями Земли и поддерживаемой более чем 200 депутатами парламента за план действий bee. Ведущие ученые-пчеловоды установили семь тестов, чтобы помочь оценить, способен ли план помочь опылителям.

## Шталмейстер
В июле 2018 года королева Великобритании назначила лорда де Моли преемником лорда Вести на посту обер-шталмейстера королевского двора. Его назначение вступило в силу 1 января 2019 года.

## Семья
21 декабря 2002 года лорд де Моли женился на достопочтенной Люсинде Кэтрин Фэншоу Ройл (род. 1962), младшей дочери Энтони Генри Фэншоу Ройла, лорда Фэншоу из Ричмонда (1927—2001), и Ширли Уортингтон (? — 2013). Их брак оказался бездетным.
Наследником титула является его младший брат, достопочтенный Эшли Джордж Понсонби (род. 1959) , женатый на бывшей Камилле Гордон-Леннокс, урожденной Пилкингтон (род. 1966).